# シュテファン・ヴァイル
シュテファン・ヴァイル（ドイツ語: Stephan-Peter Weil、1958年12月15日 - ）は、ドイツの政治家。ニーダーザクセン州首相を2013年から2025年まで3期12年務めた。ドイツ社会民主党（SPD）所属。

## 経歴

### 生い立ち
ハンブルクで生まれ、1965年にはハノーファーに移り住む。1978年からゲッティンゲン大学で法学を学びはじめ、1983年には第一次司法試験（juristisches Staatsexamen）に合格をしている。その後2年間の実務修習を終えて、1986年に第二次司法試験に合格し法曹資格を取得した。1987年にハノーファーで弁護士となり、1989年にはニーダーザクセン州法務省で裁判官および検察官として働きはじめた。

### ハノーファー市長
2006年のハノーファー市長選挙に社会民主党（SPD）の候補者として立候補し、キリスト教民主同盟と同盟90/緑の党の候補者を破り当選。2013年まで市長の職を務めた。

### ニーダーザクセン州首相
2011年、ヴァイルは社会民主党の党員投票で53.32%の票を獲得し、2013年のニーダーザクセン州議会選挙のトップ候補者に選ばれた。2013年の州議会選挙では、社会民主党と同盟90/緑の党で69議席を獲得し、州与党であるキリスト教民主同盟と自由民主党の68議席を1議席で上回り過半数の議席を獲得した。2013年2月にヴァイルは州議会から州首相に選出され、「赤緑連合」による州政権を発足させた。2017年11月に再選。2022年10月9日の州議会選挙を経て、同年11月8日に3選された。2027年の州議会選挙を前に退任することを表明し、2025年5月20日に後任の州首相にオラフ・リースが選出された。